# 處 (佛教)
處，又譯為入，入處，佛教術語，意為感覺的感官基礎、媒介和對象等。緣生心心所法的一切境可分為所依六內處和所緣六外處，合稱十二處。

## 釋義
《大毘婆沙論》記載“處”有十二種含義：
|  | 問：何故名處？處是何義？ 答：生門義，是處義。生路義、藏義、倉義、經義、殺處義、田義、池義、流義、海義、白義、淨義，是處義。應知此中， 1. 生門義，是處義者，如城邑中，出生諸物，由此長養諸有情身；如是，所依及所緣內，出生種種心、心所法，由此長養染、淨相續。 2. 生路義，是處義者，如道路中，通生諸物，由此長養諸有情身；如是，所依及所緣內，通生種種心、心所法，由此長養染、淨相續。 3. 藏義，是處義者，如庫藏中，有金銀等寶物積集；如是，所依及所緣內，有心、心所諸法積集。 4. 倉義，是處義者，如篅倉中，有稻麥等諸穀積集；如是所依及所緣內，有心、心所諸法積集。 5. 經義，是處義者，如織經上編布諸緯；如是，所依及所緣上，遍布種種心、心所法。 6. 殺處義，是處義者，如戰場中，斷百千頭令墮於地；如是，所依及所緣內，有無量種心、心所法，為無常滅之所滅壞。 7. 田義，是處義者，如在田中，有無量種苗稼生長；如是，所依及所緣內，生長種種心、心所法。 8. 池義，是處義者，如有問言：『水從何池出？何處道不通？何處攝世間？苦樂等皆盡。』世尊告曰：『眼耳鼻舌身，意及諸餘處，此攝名及色，能令無有餘。水從此池出，此處道不通，此處攝世間，苦樂等皆盡。』 9. 流義，是處義者，如有問言：『諸處將流泄，以何能制防？若從彼已流，誰復能偃塞？』世尊告曰：『諸處將流泄，正念能制防，若從彼已流，淨慧能偃塞。』 10. 海義，是處義者，如世尊說：『苾芻當知，諸有情類，以眼為海，現前諸色，是彼濤波；於色濤波，自制抑者，能度眼海，得免洄澓，邏剎裟等，種種嶮難；乃至意法，廣說亦爾。』 11. 白義，是處義者，謂：眼等處，麁顯明了。 12. 淨義，是處義者，謂：眼等處，貞實澄潔。 是謂生門，乃至淨義。 |

## 十二處
《雜阿含經·三〇四經》等在六六法中定義了十二處：
|  | 有六六法。 何等為六六法？ 謂：六內入處，六外入處，六識身，六觸身，六受身，六愛身。 何等為六內入處？ 謂：眼入處，耳入處，鼻入處，舌入處，身入處，意入處。 何等為六外入處？ 色入處，聲入處，香入處，味入處，觸入處，法入處。 |

六內處即六根，六外處也叫六塵。六內處包括：眼，耳，鼻，舌，身，意。六外處：色，聲，香，味，觸，法。
《大毘婆沙論》稱：十二處是以自性而立，六內處是所依，六外處是所緣。《雜阿含經·三一九經》定義了一切境就是十二處：
|  | 佛告婆羅門：「一切者，謂十二入處，眼，色，耳，聲，鼻，香，舌，味，身，觸，意，法，是名一切。」 若復說言：「此非一切，沙門瞿曇所說一切，我今捨。」別立餘一切者，彼但有言說，問已不知，增其疑惑。所以者何，非其境界故。 |

《大毘婆沙論》據此經文宣稱：一切法性都攝入在十二處中，而施設的四諦、五蘊、十八界、名色等差別法門，但有文而無義，唯十二處教最上勝妙。